# ルパート・ブルック
ルパート・ショーナー・ブルック（Rupert Chawner Brooke、時にミドル・ネームがChaucerと紹介されることがある。1887年8月3日－1915年4月23日）は、イギリスの詩人。第一次大戦中に戦争について謳った理想主義的な14行詩、特に「兵士」で知られている。また、その少年を思い起こさせる見た目の良さでも知られ、その容姿故にアイルランドの詩人イェーツをして「イングランドで一番ハンサムな若者」と言わしめた。

## 幼少期

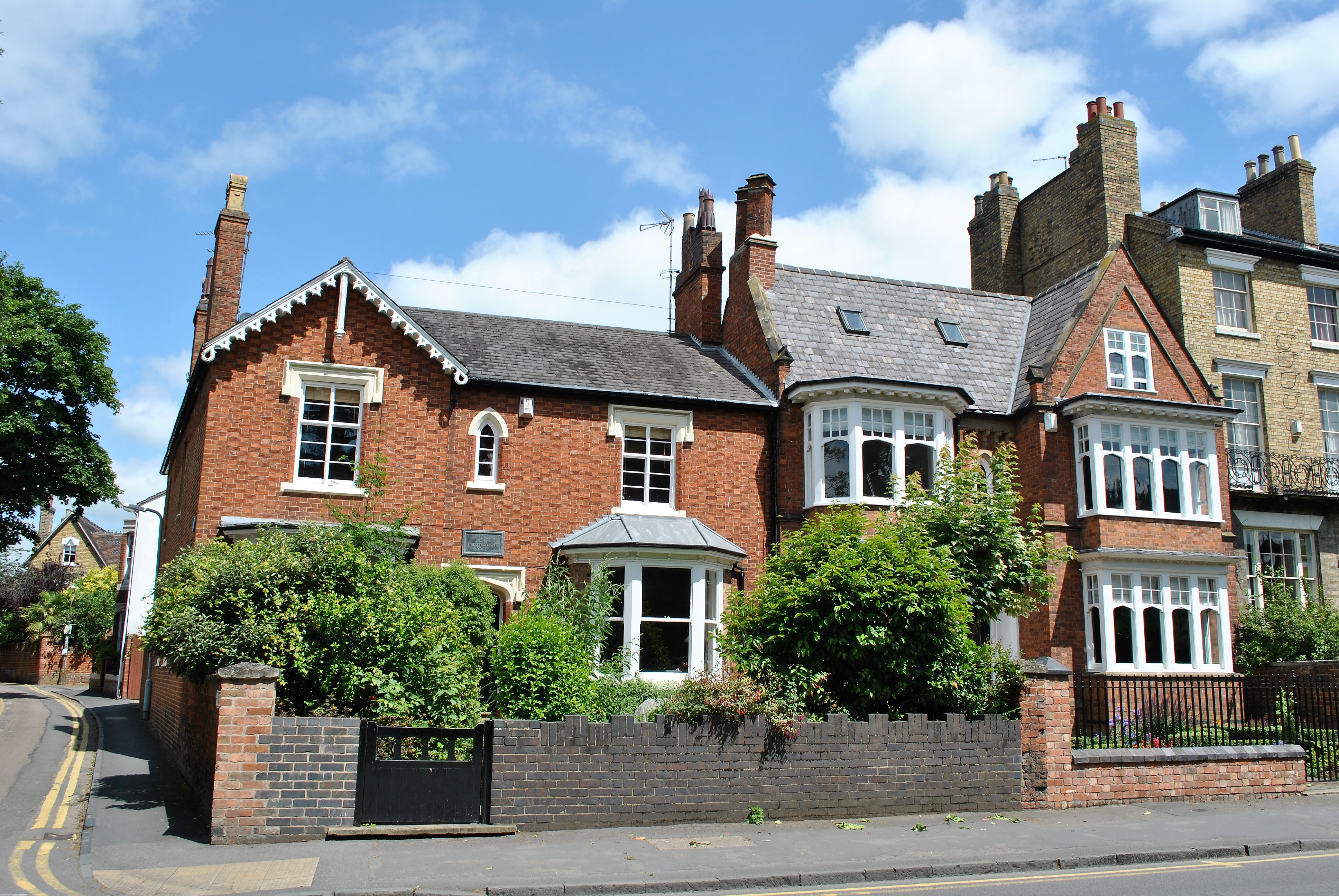
ブルックの生家

ワーウィックシャー、ラグビーのヒルモートン・ロード5番街に生まれる。三人兄弟の二人目で、父はウィリアム・パーカー・ブルック、ラグビーにある学校の校長を務めていた。母親はルース・メアリー・ブルック、旧姓コッタリル。ブルックはラグビーにある2つの私立学校を出ている。ヒルブロウ・スクールとラグビー・スクールである。1905年、セント・ジョン・ルーカスの友人となる。ルーカスはこれ以降、ブルックに対して助言者のような存在となる。
ヨーロッパを旅する一方で、「ジョン・ウェブスターとエリザベス朝の演劇」という論文を完成させた。この論文で、ブルックは、ケンブリッジのキングズ・カレッジの学位を取得している。キングズ・カレッジでは「ケンブリッジの使徒達」という秘密結社の一員となり、またケンブリッジ大学フェビアン協会（後のケンブリッジ大学労働党クラブ）の議長に選出されている。マーロウ・ソサイティ演劇クラブの設立を手伝い、ケンブリッジ大学ギリシア演劇には俳優として参加している。

## 生涯と経歴
ブルックはブルームズベリー・グループの参加者達の間に友人を作るのだが、グループの中にはブルックの才能を称讃する者もいれば、ブルックの容姿の良さに感銘を受ける者もいた。ヴァージニア・ウルフはヴィタ・サックヴィル＝ウェストに、かつてケンブリッジの学生だった頃、月明かりに照らされたプールでブルックと一緒にまっ裸で泳いだことがあるのを自慢していた。
ブルックは、ジョージアン・ポエッツという全く別の文学集団にも所属していた。また、グロスタシャー、ダイモックの村に活動の本拠地を置いたダイモック・ポエッツの中では最も重要な存在の一人であった。ブルックはこの村で第一次世界大戦が始まる前のある時期を過ごしている。さらにブルックは、グランチェスターのオールド・ヴィカリッジ（旧牧師館）にも住んだ。
1912年に、ブルックは感情面での重大な危機を経験する。その原因は性的な混乱と嫉妬で、結果として長く続いたキャサリン・レアード・コックスとの関係の破綻を招いてしまう。ブルックは偏執病を病み、「リットン・ストレイチーが計画してブルックとコックスの関係を壊し、コックスがヘンリー・ラムに会えるようそそのかしている」と思い込んだため、ブルームズベリー・グループの友人達とは袂を分かつことになり、神経衰弱となり、結局は健康を回復させるためにドイツに向けて旅立つことになった。
回復のための一環としてブルックは北米とカナダを旅して回り、ウエストミンスター・ガゼットに旅日記を書いた。故郷に戻る前に随分と遠回りをして、太平洋を渡りポリネシアにまで足を延ばしてその地で数ヶ月過ごした。その後かなり経ってから、ブルックがポリネシアに滞在した際、タータマタというタヒチの女性との間に娘が出来ていたことが明らかにされた。この時、ブルックは、生涯で最も心が満たされる関係を持つことができたようである。
ブルックに恋する人間は尽きることなく現れた。彼はキャスリーン・ネスビットと恋愛関係となり、また、ノエル・オリヴィエとは一度婚約している。ノエルとは、彼女が15歳の時に進歩的なベデイルズ・スクールで出会っている。
「High Flight」の作者、詩人であるジョン・ギレスピー・マギー・ジュニアにとっては、ブルックは自分の霊感の源とも言える存在だった。マギーは、ブルックに心酔し、ブルックについての詩を作っている（「ルパート・ブルックに贈るソネット（14行詩）」）。マギーは、ブルックが受賞してから34年の後に、ラグビー・スクールから同様に詩についての賞を贈られている。
1915年、戦争詩人として、ブルックは世間の耳目を集めることになった。「タイムズの文学的補足」が、ブルック作のソネット（14行詩）5つのうち、2つ（「第四：死者」と「第五：兵士」）について、その全文を3月11日号で紹介したのである。そして、「第五：兵士」が、イースターの日曜日（4月4日）に、セント・ポール大聖堂の説教壇で読み上げられたのである。ブルックの最も知られた詩集で、5つのソネット全部を収録している、「1914&その他の詩」は、1915年5月に初めて出版された。そして、ブルックの人気を証明するように、その年の内に第11刷まで印刷され、1918年6月までに第24刷まで印刷されたのである。そして彼の死後もその人気は益々高まったのだった。

## 死
ブルックの詩が熟達したものであったため、熱狂的なファンや信奉者が多数現れることになった。そして、その詩が博識家であるエドワード・マーシュに取り上げられ、その当時の海軍総司令官であったウィンストン・チャーチルにも知られるところとなった。ブルックは将校に任命され、27歳の誕生日の後、ほどなくして臨時海軍中尉として、英国海軍志願予備役となったのである。また、1914年10月には英国海軍分艦隊のアントワープ討伐遠征に参加している。さらにブルックは、英国地中海遠征軍と共に1915年2月28日に出航したが、ウイルスを媒介する蚊に噛まれ、敗血症を起こしてしまう。1915年4月23日午後4時46分、ブルックは死亡した。ガリポリの戦いに参加する途中、エーゲ海のスキロス島の近くの入り江に停泊していたフランスの病院船の船中でのことであった。遠征軍にすぐさま出発するよう命令が下されたため、ブルックの遺体は、ギリシャ領スキロス島のオリーヴ果樹園の中に、深夜23時に埋葬された。埋葬場所は、彼の親しい友人であるウィリアム・デニス・ブラウンが選んだ。ブラウンは次のように書いている。
…私はルパートのそばに座った。16時には、ルパートはいっそう弱々しくなっており、16時46分にとうとう亡くなってしまった。彼のいたキャビンには太陽の光が溢れていた。そして冷たい海風が扉や陰になった窓から入ってきた。これ以上の静寂とおだやかさはないだろうというほどの美しい入り江、山々に守られ、セージとタイムの香りが心地よい入り江でのことだった。
ブルックの墓は現在ももとの場所にある。もう一人の友人、そして戦争詩人でもあるパトリック・ショウ・ステューワートもまた、ブルックの葬儀において重要な役割を果たした人物だった。1985年11月11日、ブルックは他の15名の詩人達とともに、第一次世界大戦における戦争詩人として、ウエストミンスター寺院の「詩人の場所」（南側の翼廊）で記念板にその名が刻まれ追悼された。石版の銘文は、戦争詩人仲間のウィルフレッド・オウエンが作ったものである。そこには「私の主題は戦争、そして戦争の悲しさである。詩はその悲しみの中にある。」と記されている。
スキロス島のブルックの墓の目印となっていた最初の木製の十字架は、塗装され、またブルックの名前が彫られていたのだが、ワーウィックシャー、ラグビーのクリフトン通り墓地のブルック家の区画に移設された。スキロス島の墓のために恒久的な祈念碑が作られた時に、ブルックの母親であるメアリー・ルース・ブルックが、もともとの十字架をスキロス島からラグビーの一家の区画に移させたのである。ともかく、野外にさらされて腐食したため、最初の十字架は2008年には墓地からは撤去され、より耐久性のある目印が設置された。このスキロス島から移設された最初の十字架は、現在、その他の古いラグビー・スクールに関連のある品々と一緒にラグビー・スクールで保管されている。
ブルックの弟、ウィリアム・アルフレッド・コッテリル・ブルック少尉は、ロンドン連隊の第8大隊（義勇軍）に所属していた。1915年6月14日、フランスのロスでの戦いの際に、リュトワ農場の近くで戦死した。24歳だった。フランス、パ＝ド＝カレー県マザンガルブにあるフォス第7軍人墓地に埋葬されている。ウィリアムは、5月25日に大隊に加入したばかりだった。